# Rhadinopsylla altifrons
Rhadinopsylla altifrons är en loppart som beskrevs av Labunets et Kafarskaya 1961. Rhadinopsylla altifrons ingår i släktet Rhadinopsylla och familjen mullvadsloppor. Inga underarter finns listade i Catalogue of Life.